# Affion Crockett
Affion Scott Crockett (ur. 12 sierpnia 1974 w Fayetteville) – amerykański komik, aktor telewizyjny i filmowy, scenarzysta, tancerz, raper i producent muzyczny.

## Życiorys
Urodził się w Fayetteville w stanie Karolina Północna w rodzinie wojskowej jako syn Janis Martiny (z domu Brown) i Leslie Scotta Crocketta. Jego matka była pochodzenia chińskiego i pochodziła z Trynidad, a ojciec to Afroamerykanin. Przez dziesięć lat przebywał i wychowywał się w Niemczech. W 1995 ukończył studia na wydziale biznesu Fayetteville State University.
W wieku 10 lat Crockett rozpoczął karierę taneczną u brata i wygrał wiele konkursów tanecznych. W miarę jak dorastał, pracował nad swoimi umiejętnościami impresjonistycznymi. Wkrótce połączył taniec i zaczął jako artysta stand-up. Odbył tournée po kraju i zorganizował występy w klubach komediowych i barach sportowych, aby zyskać uznanie. Opublikowane na YouTube filmiki jego autorstwa stały się bardzo popularne. Wziął też udział w serii reklam wirusowych z Dr. Dre i LeBronem Jamesem.
W 1996 Crockett odniósł swój pierwszy wielki sukces w przemyśle rozrywkowym, kiedy pojawił się w programie HBO Def Comedy Jam. Wystąpił też gościnnie w serialach: CSI: Kryminalne zagadki Nowego Jorku, Nowojorscy gliniarze, Uwikłana i Bez pardonu. W 2011 stworzył własny autorski program komediowy, którego producentem był Jamie Foxx, emitowany przez Fox Broadcasting Company In the Flow With Affion Crockett, gdzie parodiował wykonawców takich jak Jay-Z, Drake i Kanye West, a także innych aktorów komediowych Dave’a Chappelle i Chrisa Rocka.
Ma firmę produkcyjną o nazwie Lejan Entertainment, Inc.

## Filmografia

### filmy fabularne
- 2000: Aniołki Charliego jako tancerz
- 2005: Miss Agent 2: Uzbrojona i urocza jako bileter
- 2005: Ewangelia Mateusza 26:17 jako Nathanael
- 2008: Witaj w domu panie Jenkins jako Dayquan
- 2008: Po prostu walcz! jako Beatdown DJ Swagga
- 2009: (Nie) Tylko taniec jako A-Con
- 2015: Piksele jako sierżant Dylan Cohan

### seriale TV
- 2001: Pohamuj entuzjazm jako klient w warsztacie samochodowym
- 2001: Bez pardonu jako Ernie Flint
- 2002: Rocket Power jako Spectator (głos)
- 2003: American Dreams jako gwiazdor
- 2003: Nowojorscy gliniarze jako Todd Grady
- 2006: CSI: Kryminalne zagadki Nowego Jorku jako Carter England
- 2010: Wirtualna liga jako Randall
- 2011–2012: Robot Chicken jako Ernie/Jay-Z/Chuck Berry/Bone (głos)
- 2014: Głowa rodziny jako Permanentnie optymistyczny czarny dzieciak (głos)